# 克羅克海峽
克羅克海峽（英語：Croker Passage）是南極洲的海峽，屬於帕默群島的一部分，東面是克里斯蒂安尼亞群島和圖哈默克島，西面是霍西森島和列日島，現時由南極條約體系管理。